# Aphonopelma latens
Aphonopelma latens là một loài nhện trong họ Theraphosidae.
Loài này thuộc chi Aphonopelma. Aphonopelma latens được Ralph Vary Chamberlin miêu tả năm 1917.